# Richard Rothwell
Richard Rothwell (Athlone, 20 de noviembre de 1800-Roma, 13 de septiembre de 1868) fue un pintor irlandés. Es principalmente recordado por sus retratos de Mary Shelley. En 1842 Rothwell se casó con Rosa Marshall y en 1868 marchó a trabajar a Roma donde falleció. Rothwell hizo sus trabajos y los exhibió en Estados Unidos, Irlanda, Reino Unido, Francia e Italia.

## Trabajos

Mary Shelley (1840)
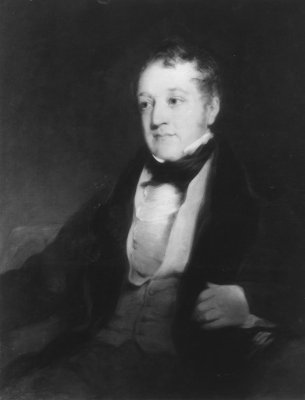
William Huskisson (1831)
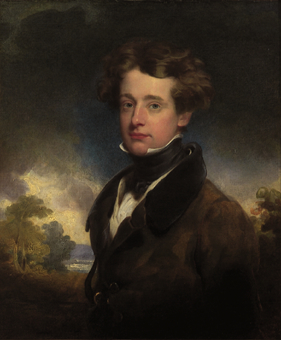
Retrato de un hombre